# 5 cm KwK 38
KwK 38 L/42 (нім. 5 cm Kampfwagenkanone 38 L/42) — 50-мм танкова гармата розробки та виробництва німецької компанії Rheinmetall AG, яку використовували у танкових військах вермахту у перші роки Другої світової війни. Вона була основним озброєнням середнього танка Panzer III модифікацій Ausf F, G, H, J.

## Ефективність гармати
| 100 м          | 500 м    | 1000 м | 1500 м | 2000 м |       |       |
| Pzgr. 39 APCBC | 685 м/с  | 71 мм  | 59 мм  | 45 мм  | 34 мм | 26 мм |
| Pzgr. 40 APCR  | 1050 м/с | 130 мм | 94 мм  | 63 мм  | 42 мм | 28 мм |

## Зброя схожа за ТТХ та часом застосування
- 45-мм протитанкова гармата зразка 1937 року (53-К)
- 45-мм протитанкова гармата зразка 1942 року (М-42)
- 37-мм протитанкова гармата Бофорс
- 57-мм протитанкова гармата QF 6-pounder
- 57-мм гармата QF 6-pounder Hotchkiss
- 51-мм міномет Ordnance SBML 2-inch
- 47-мм протитанкова гармата Тип 1